# 평택 지적장애인 감금 성고문 사건
평택 지적장애인 감금 성고문 사건(平澤知的障礙人監禁性拷問事件)은 2015년 4월 25일 경기도 평택시에 있는 한 모텔에 지적장애인을 유인하게 한뒤, 감금하고 잔인하게 학대한 인면수심의 사건이다.

## 사건 개요
2015년 4월 25일, 당시 지적장애인 3급을 앓는 송재호가 여고생과 함께 술을 마신뒤 모텔로 유인하였으며, 이때부터 여고생 2명과 대학생이 들이닥쳐 원조교제 불륜사실인 마냥 꾸며 경찰에 신고하겠다고 협박해 돈을 뜯으려 했다. 돈이 없다며 실패하자, 46시간동안 감금하면서 담배불로 지지고 펄펄 끓는 물로 온몸과 사타구니등 성기부분에 부어 화상을 입힌것도 모자라 이 사건에 대한 기억도 못하게 해주겠다며 하이힐로 머리부분까지 가격한 것으로 밝혀졌다. 모진 학대와 고문으로 실신을 하자 장기매매 모의를 계획하고 인신매매단에게 팔아 넘길 목적으로 장기매매 업자까지 찾아가려고 하는 것으로 보아 더욱 충격을 안겨주었다.

## 사건 진행 상황

### 검찰 수사
이 사건은 죄책감을 느낀 한 여고생이 경찰에 자수하면서 사건의 전말이 드러났고, 결국에는 검찰은 8월 20일, 여고생 3명과 대학생 2명등을 강제추행과 공동감금등의 혐의로 구속 기소되었고 그후 몇차례 수사가 이루어졌다.

### 재판
2015년 11월, 재판에서 검찰이 이례적으로 법정 최고형을 구형했으며, 여고생 김모양(16)에게는 장기 15년에 단기 7년, 박모양(17)에게 장기 12년에 단기 7년, 자퇴생 최모양(16)에게 장기 7년에 단기 5년의 부정기형을, 나머지 대학생에게는 각각 징역 20년과 12년형을 선고받았으며 또 모두에게 80시간의 성폭력 치료 프로그램 이수도 명령했다. 그리고 이들 모두 형량이 모두 과하다며 항소장까지 제출했다. 2016년 4월 19일 항소심 재판부는 여고생 두 명은 원심과 같은 법정 최고형을 선고했고,  대학생 두 명 중 김모씨(21)는 징역 20년에서 15년, 이모씨(21)는 징역12년에서 10년으로 감형하였다.

## 사건 이후
이 사건 이후 지적장애인 송재호는, 전치 12주의 상처를 입었고 후유증까지 입었다. 그리고 뇌손상에 따른 부작용으로 실명위기까지 놓이게 되었다.